# Малайская совка
Малайская совка (лат. Otus brookii) — вид птиц рода совок семейства совиных. Латинское название дано в честь Джеймса Брука, раджи Саравака.

## Подвиды
Выделяют два подвида: O. b. brookii, обитающий на Борнео и О. b. solokensis, встречающийся на Суматре.

## Описание
Тело в целом темно-коричневое. Макушка черноватая, кисточки на ушах белые. Низ буроватый. Радужка ораньжевая. Подвид O. b. solokensis отличается от O. b. brookii более темным низом. O. b. solokensis имеет рыжий верх.

## Среда обитания
В горных лесах на высоте более 1100 м встречается редко.